# Лихвинский уезд

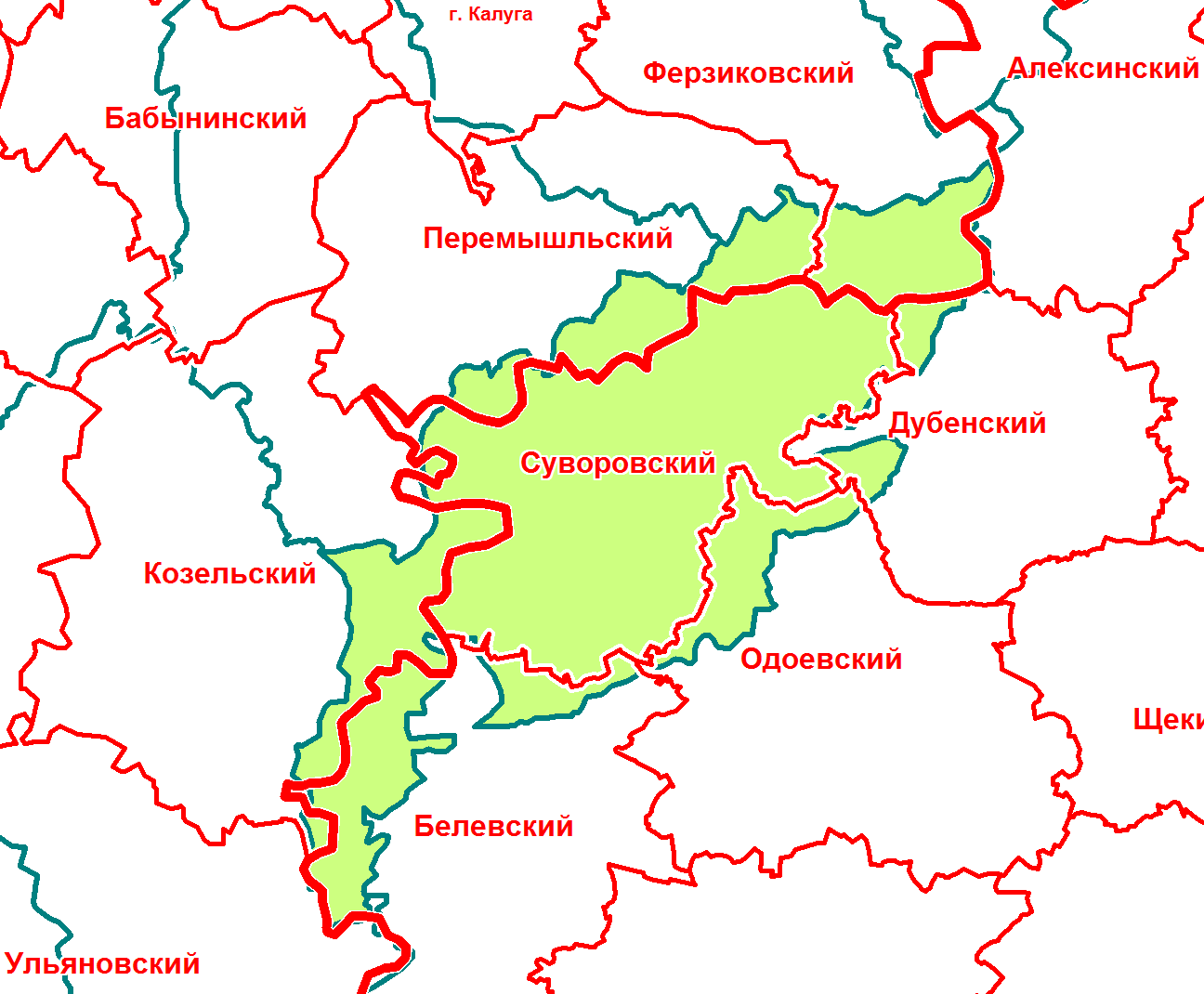
Лихвинский уезд в современной сетке районов

Ли́хвинский уе́зд — административно-территориальная единица в составе Московской и Калужской губерний, существовавшая в 1727—1929 годах. Уездный город — Лихвин.

## География
Уезд располагался на юго-востоке Калужской губернии, граничил с Тульской губернией. Площадь уезда составляла в 1859 году — 1 790,7 верст² (1 910 км²), в 1897 году — 1 580,1 верст² (1 798 км²), в 1926 году — 2 118 км².

## История
Лихвинский уезд известен с допетровских времён. В 1708 году он был упразднён, а город Лихвин отнесён к Смоленской губернии. В 1713 город отошёл к Московской губернии (в 1719 году при разделении губерний на провинции отнесён к Калужской провинции). В 1727 году уезд в составе Калужской провинции был восстановлен.
В годы правления Петра I в уезде крепостным Одинцовым был построен частный железный завод.
В 1776 году уезд был отнесён к Калужскому наместничеству. В 1796 году упразднён, а в 1802 восстановлен в составе Калужской губернии.
Постановлением президиума ВЦИК от 14 января 1929 года Калужская губерния и все её уезды были ликвидированы. Территория Лихвинского уезда вошла в состав Черепетского района Калужского округа Центрально-Промышленной области (с 3 июня 1929 года — Московской области).

## Административное деление
В XVII веке Лихвинский уезд разделялся на 4 стана — Окологородный, Черепецкий, Свабоцкий и Великовейский.
В 1890 году в состав уезда входило 17 волостей:
| № п/п | Волость        | Волостное правление | Число селений | Население |
| ----- | -------------- | ------------------- | ------------- | --------- |
| 1     | Березовская    | с. Березово         | 21            | 4885      |
| 2     | Богдановская   | с. Богданово        | 11            | 4498      |
| 3     | Васильевская   | с. Васильевское     | 25            | 6331      |
| 4     | Глубоковская   | с. Глубокое         | 11            | 2931      |
| 5     | Грязновская    | с. Грязново         | 12            | 3722      |
| 6     | Гутневская     | с. Гутнево          | 25            | 4153      |
| 7     | Долбинская     | с. Долбино          | 16            | 3714      |
| 8     | Князищевская   | с. Князищево        | 7             | 2970      |
| 9     | Кулешовская    | с. Кулешово         | 3             | 5794      |
| 10    | Нелюбовская    | с. Нелюбовское      | 21            | 4048      |
| 11    | Никольская     | с. Никольское       | 12            | 2428      |
| 12    | Песковатская   | с. Песковатское     | 17            | 6140      |
| 13    | Рождественская | с. Рождествено      | 18            | 6386      |
| 14    | Русановская    | с. Русаново         | 7             | 4614      |
| 15    | Своинская      | с. Своино           | 14            | 4390      |
| 16    | Тарасьевская   | с. Тарасьево        | 24            | 8453      |
| 17    | Титовская      | с. Титово           | 12            | 4430      |

В 1913 году в уезде было также 17 волостей.
В 1926 году волостей стало 6:
- Березовская,
- Богдановская,
- Грязновская,
- Желовская,
- Кулешовская,
- Лихвинская.

## Население
В 1859 году в Лихвине насчитывалось 3004 жителя и 61 851 житель в остальном уезде.
По данным переписи 1897 года в уезде проживало 86 888 человек. В том числе русские — 99,9 %. В уездном городе Лихвине проживало 1612 человека.
Согласно итогам всесоюзной переписи населения 1926 года население уезда составило 110 216 человек, из них городское — 3067 человек.
| Год  | Численность | Численность |
| ---- | ----------- | ----------- |
| 1851 | 64 185      | [ 8 ]       |
| 1859 | 64 865      |             |
| 1870 | 62 055      | [ 9 ]       |
| 1881 | 81 862      | [ 10 ]      |
| 1897 | 86 888      |             |
| 1912 | 112 104     | [ 11 ]      |
| 1913 | 114 525     | [ 12 ]      |
| 1915 | 117 700     | [ 13 ]      |
| 1916 | 97 592      | [ 14 ]      |
| 1920 | 88 864      | [ 15 ]      |
| 1926 | 110 216     |             |